# 러시아연방사회민주당
러시아연방사회민주당(러시아어: Социал-демократическая партия Российской Федерации)은 1990년 5월 창당된 사회민주주의 정당이었다. 소련의 자유화 정책 이후 소련자유민주당 다음으로 창당된 두 번째 정당이었다. 단순히 창당된 것 뿐 아니라 러시아 소비에트 공화국 법무부에 등록된 정당으로서는 최초였다.
1993년, 사민당은 야블린스키-볼디레프-루킨 선거연합에  합류했다.
1994년에 분열했다가 1995년 세르게이 벨로제르체프의 지도로 재통합했다. “신념, 노동, 양심” 선거블록에 합류했으나 이 블록은 실제 선거에 참여하지 않았다.
2002년 개정된 정당법에 따른 재등록이 이루어지지 않아 러시아 법무부에서 등록을 취소했다. 여러 차례 재등록 시도가 이루어졌으나 결국 2011년 완전히 해산되었다.